# George E. Marcus
George E. Marcus (Brownsville, 1946) è un antropologo statunitense, docente di antropologia all'Università della California - Irvine.
Dall'inizio settanta ai primi anni ottanta, la ricerca di Marcus si è centrata sul regno di Tonga, mentre a partire dagli anni ottanta ha iniziato a studiare le classi agiate e le istituzioni d'élite negli Stati Uniti e in altri paesi occidentali. Dal 1986 al 1991 è stato inaugural editor della rivista Cultural Anthropology. Negli anni novanta, si è interessato assieme ai suoi colleghi soprattutto di sviluppare il collegamento tra l'antropologia e quel settore disciplinare in forte espansione noto come cultural studies.

## Opere
- (con James Clifford) Scrivere le culture. Poetiche e politiche dell'etnografia, Meltemi, Roma, 1997 (ed. or. 1986)
- (con Michael M. J. Fischer) Antropologia come critica culturale, Meltemi, Roma, 1998 (ed. or. 1986)